# Seznam biskupů v Rodezu
Seznam biskupů v Rodez zahrnuje všechny představitele rodezské diecéze založené v 5. století.
- sv. Amans (před 487)
- (neznámý jménem)
- sv. Quintien (cca 506–515)
- sv. Dalmas (cca 535–580)
- Théodose (580–583/584)
- Innocent (584–590)
- Dieudonné (599)
- Verus (614–626)
- Aredius (Yrieix) (785)
- Dadon (cca 800)
- Farald (838)
- Ramnolen (848–862)
- Elizachar (862)
- Hacmar I. (Aimar I.) (865) (876–877)
- Frotard (887)
- Adalgar (888)
- Hacmar II. (905–916)
- Deusdedit I. (918–927)
- Gausbert (929)
- Deusdedit II. (932)
- Georg (933)
- Hacmar III. (Aimar II.) (934 nebo 935)
- Stephan (936)
- Magenfred (938)
- Jorius (942)
- neznámý jménem (942–960)
- Deusdedit III. (961–1005)
- Mainfroi (986)
- Arnaud (1010–1030)
- Bernard (1035)
- Geraud (1035–1040)
- Pierre Berenger de Narbonne (1051–1077)
- Pons d'Étienne (1079–1087)
- Raymond de Frotard (1095–1096)
- Adhemar (1099–?)
- Guillaume cca (1144)
- Pierre II. de La Vayssière (1146–1165)
- Hugo (1170–1211)
- Pierre-Henry de la Treille (1211–1234)
- B...(?) de Béziers (cca 1234–1245) (zástupce)
- A...(?) (1245)
- Berenger Centolh (cca 1246) (zástupce)
- Vivian de Boyer (cca 1246–1274)
- Raymond de Calmont (1274–1298)
- Bernard de Monestiers (1298–1300)
- Gaston de Corn (1301)
- Pierre de Pleine-Chassagne (Pleinecassagne, také titulární patriarcha jeruzalémský), O.F.M. (1301–1319)
- Pierre de Castelnau cca (1319–1334)
- Bernard d'Albi (1336–1338) (kardinál)
- Gilbert de Cantobre (1339–1349)
- André (1349)
- Raymond d'Aigrefeuille (1349–1361)
- Faydit d'Aigrefeuille (1361–1371)
- Bertrand de Cardaillac (1368)
- Jean de Cardaillac (1371–1378)
- Jean le Guerre (1376-?)
- Bertrand de Raffin (1379–1385)
- Henry de Severy (1385–1395)
- Guillaume d'Ortolan (1397–1417)
- Vital de Mauléon (1417–1428)
- Guillaume de la Tour d'Oliergues (1429–1457)
- Bertrand de Chalençon (1457–1494)
- Bertrand de Polignac (1494–1501)
- Charles de Tournon (1501–1504)
- François d'Estaing (1504–1529)
- Geoges d'Armagnac (1530–1562) (kardinál)
- Jacques de Corneillan (1562–1580)
- François de Corneillan (1580–1614)
- Bernardin de Corneillan (1614–1645)
- François de Corneillan-Mondenard (1645)
- Charles de Noailles (1647–1648)
- Paul-Philippe Hardouin de Péréfixe de Beaumont (1648–1662)
- Louis Abelly (1664–1666)
- Gabriel Voyer de Paulmy (1667–1682)
- Paul Philippe de Lazay de Luzingnen (1683–1716)
- Jean Armand de la Volve de Tourouvre (1718–1733)
- Jean d'Isle de Saléon (1735–1746)
- Charles de Grimaldi d'Antibes (1746–1770)
- Jérome Marie Champion de Cicé (1770–1781)
- Seignelay Colbert de Castle-Hill (1781–1801)
  - Claude Debertier (1791–1801) (ústavní biskup)
- Guillaume Balthasar Cousin de Grainville (1801–1817)
- Charles-André-Toussaint-Bruno de Ramon Lalande (1823–1830)
- Pierre Giraud (1830–1841)
- Jean-François Crozier (1842–1855)
- Louis-Auguste Deballe oder Delalle (1855–1871)
- Joseph-Christian-Ernest Bourret (1871–1896) (kardinál)
- Jean-Augustin Germain (1897–1899)
- Louis Eugène Francqueville (1899–1905)
- Charles du Pont de Ligonnès (1906–1925)
- Charles Challiol (1925–1948)
- Marcel-Marie-Henri-Paul Dubois (1948–1954)
- Jean-Ernest Ménard (1955–1973)
- René Boudon (1973–1974) (administrátor)
- Roger Joseph Bourrat (1974–1991)
- Bellino Giusto Ghirard (1991–2011)
- François Fonlupt (od 2011)